# Помбал (Карразеда-ди-Ансиайнш)
Помба́л (порт. Pombal) — район (фрегезия) в Португалии, входит в округ Браганса. Является составной частью муниципалитета Карразеда-ди-Ансьяйнш. По старому административному делению входил в провинцию Траз-уж-Монтиш и Алту-Дору. Входит в экономико-статистический субрегион Доуру, который входит в Северный регион.
Население составляет 404 человека на 2001 год.
Занимает площадь 16,80 км².